# Burgopak
Das Burgopak ist ein Verpackungssystem, welches eine  Faltschachtel durch ein dynamisches Schiebesystem ergänzt. Der patentierte Schiebemechanismus wird  auch für Werbemittel angewendet.

## Prinzip

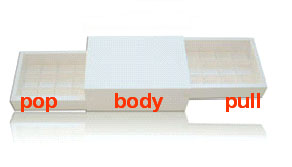
Aufbau eines Burgopaks

Das Burgopak besteht aus den drei Elementen Pull, Body und Pop. Der Body bildet die äußere Hülle und das Trennelement für die beweglichen Elemente Pop und Pull. Die Bewegung von Pop und Pull ist miteinander gekoppelt. Zieht man den Pull meistens aus der rechten Seite heraus,  bewegt sich links der Pop auf der gleichen Achse in entgegengesetzter Richtung aus dem Body heraus. Die Verpackung schließt sich, wenn die äußeren Elemente wieder in den Body geschoben werden. 
Die Kraftübertragung zwischen Pull und Pop erfolgt über ein Kunststoffband, welches über den Innenteil des Bodys gelenkt wird und mit dem die beiden Elemente verbunden sind. Pop und Pull sind technisch gesehen untereinander austauschbar. Das Burgopak gibt es je nach Packgut, vom Scheckkartenformat bis hin zu größeren Verpackungen, in unterschiedlichen Größen.

## Variationen
- Produktverpackung: Die Elemente Pop und Pull bestehen aus Produktfächern (mit oder ohne Flap) zum Aufbewahren und schützen des Produkts sowie dessen Zubehör und Anleitungen. Beispiele sind die Verpackung für Motorola-Handys.

- CD-/DVD-Pak: Pop und Pull sind beliebig zu nutzen. Bestückt mit einem Tray für eine CD/DVD, mit einer Booklettasche oder direkt aufgeklebtem Booklet auf einer Karte. Durch Kombination sind auch Burgopaks für mehrere CDs/DVDs möglich. Beispiele: Radiohead, Paul McCartney

- Blister-Pak: Der Pull besteht aus einer Karte (mit oder ohne Leporello), auf dem die Verbraucherhinweise zu finden sind. Der Pop ist ein Tablettenblister. Beispiele: Ibuprofen, Paracetamol, Rennie-ICE.[1]

- Sim-/Chip-Card-Pak: Pop mit eingebetteter Karte im Scheckkartenformat.

- Werbemailer: Das Schiebeprinzip wird auch für Mailer eingesetzt, wobei die Elemente Pop und Pull kein Produktfach enthalten, sondern meist aus einer Infokarte bestehen.

Das Unternehmen hat in Zusammenarbeit mit Bosch-Sigpack eine Fertigungsstraße entwickelt.
Der den Burgopaks eigene Schiebe-Mechanismus und Weiterentwicklungen sind durch Patente geschützt.

## Preise und Auszeichnungen
- 2011
  - Bronze Pentaward[3]
  - French Impact Pharmacien Award
  - Diamond Winner (DuPont Packaging Award)
  - American Package Design Award

- 2010
  - American Package Design Award[4]

- 2009
  - Design Company of the Year (UK Packaging Awards)[5]
  - iF communication design award (International Forum Design, Hannover)[6]
  - American Package Design Award

- 2008
  - Best Compliance Package (Pharmapack Paris)[7]
  - Most Innovative Relationship (The European Outsourcing Awards)
  - iF packaging award (International Forum Design, Interpack, Düsseldorf)[8]

- 2007
  - Swiss Star (Swiss Packaging Institute)[9]
  - WorldStar Award (World Packaging Organisation)[10]
  - Good Design Award (Japan Industrial Promotion Organisation)[11]
  - Best Pharmaceutical Pack / Silver Award (The Packaging Society)
  - Best New OTC Packaging Design (OTC Marketing Awards)

- 2006
  - Compliance Package of the Year (Healthcare Compliance Packaging Council)[12]